# Dendoricellidae
Dendoricellidae é uma família de esponjas marinhas da ordem Poecilosclerida.

## Gêneros
- Dendoricella Lundbeck, 1905
- Fibulia Carter, 1886
- Pyloderma Kirkpatrick, 1907